# Santuario de Monserrate (Fórnoles)

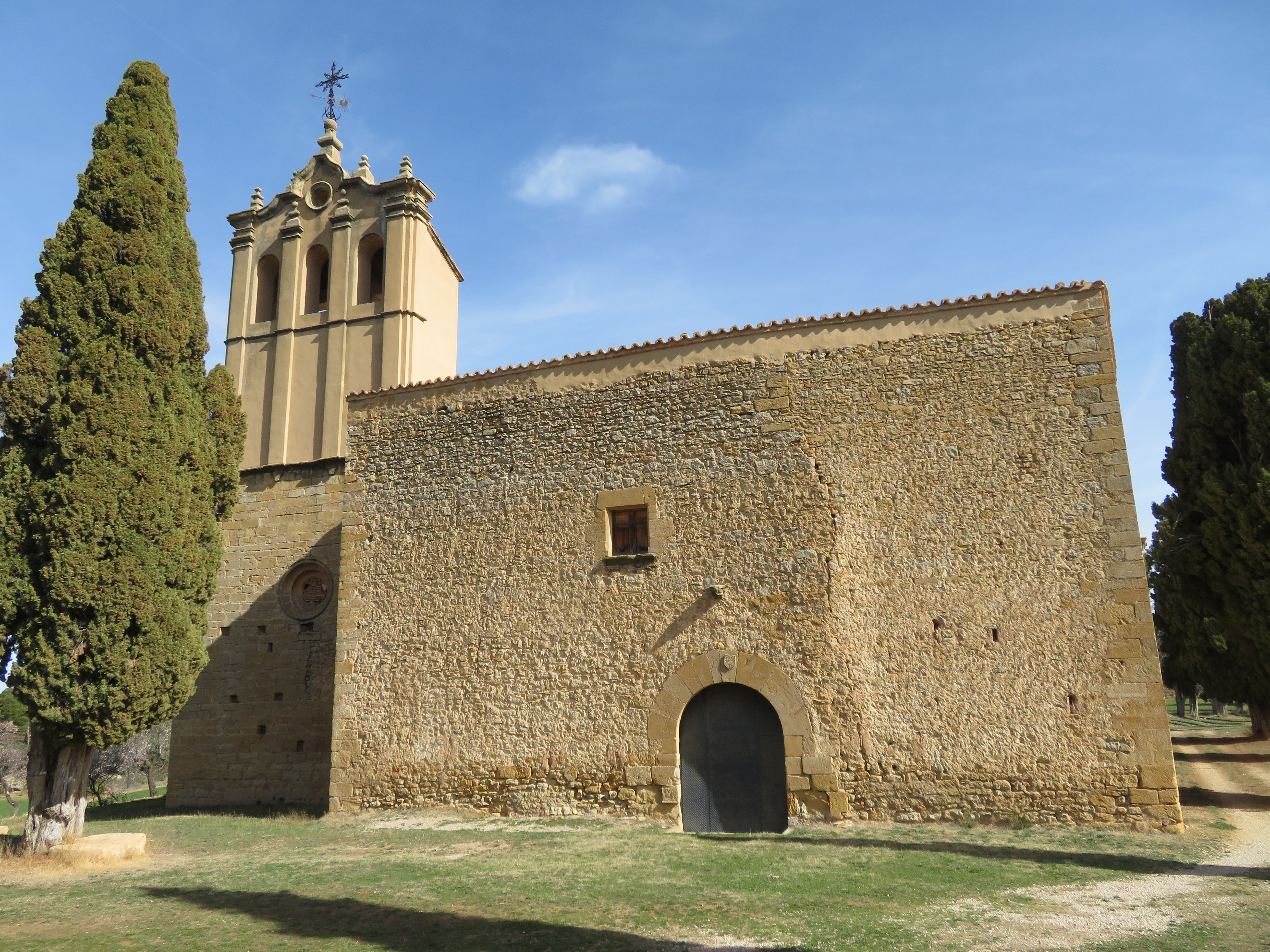
Santuario de Monserrate (Fórnoles, Matarraña, Teruel).

El santuario de Monserrate de Fórnoles es un conjunto de edificaciones situado a la cabecera de un valle que acaba en el pueblo. En este conjunto hay una iglesia (la ermita de Santa Mónica), un claustro cercado de diferentes dependencias, y un pozo.
La iglesia es gótica, empezada en el siglo XIV y se fue modificando y ampliando en los siglos XVII y XVIII. Es de una sola nave con tres tramos (el primero con el presbiterio y una capilla lateral, el segundo con la puerta de la iglesia a un lado, dando al claustro, y el último con un coro elevado). Tiene un campanario de sillería al que se llega por una escalera de caracol desde el coro. Se cubren con cúpulas con conchas la capilla mayor y la lateral, el corazón con bóveda de cañón apuntada y el tramo central de la nave con Bóveda de crucería

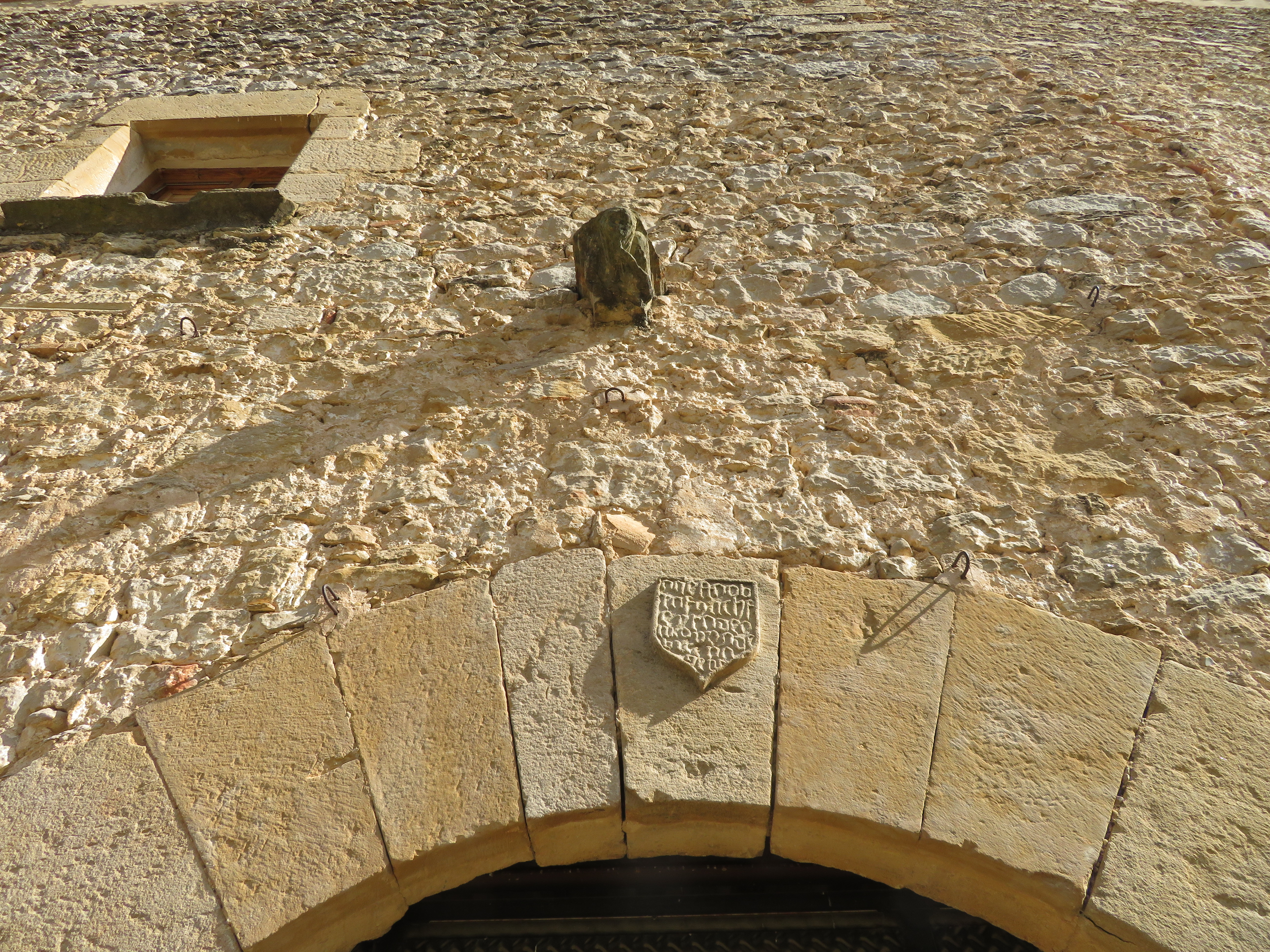
Santuario de Monserrate (Fórnoles, Teruel).

El claustro y las otras dependencias forman una planta irregular debido de a los sucesivos añadidos. El claustro tiene dos pisos y sólo tiene galerías en tres lados.

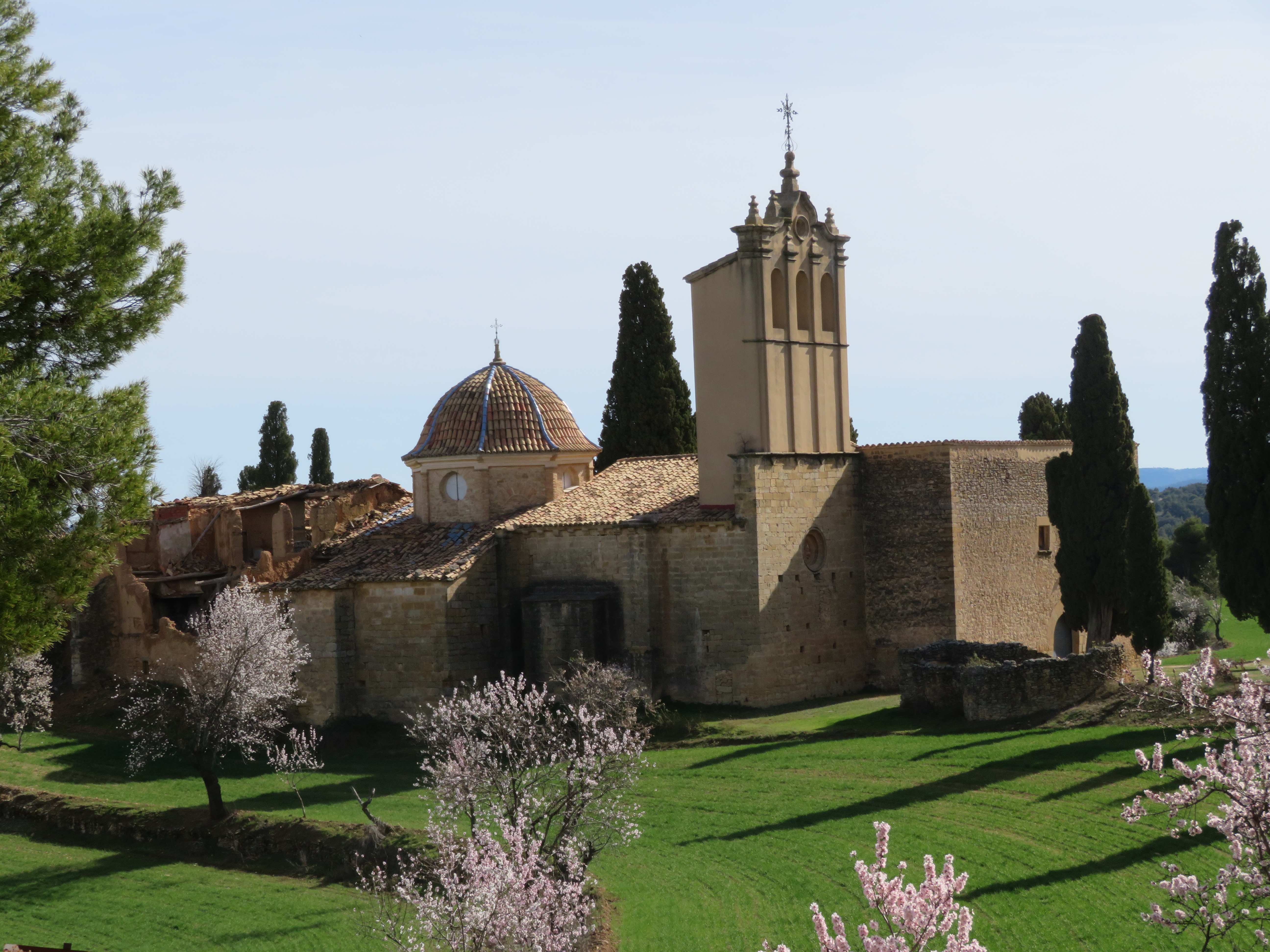
Santuario de Monserrate (Fórnoles, Matarraña, Teruel).